# Klaudios Nikostratos
Klaudios Nikostratos (altgriechisch Κλαύδιος Νικόστρατος; auch Nikostratos von Athen) war ein antiker griechischer Philosoph (Mittelplatoniker). Er lebte um die Mitte des 2. Jahrhunderts.

## Leben und Werk
Einer Inschrift aus Delphi, die um die Mitte des 2. Jahrhunderts entstand, ist zu entnehmen, dass einer Gruppe von vier Platonikern, darunter Klaudios Nikostratos aus Athen, und deren Nachkommen das delphische Bürgerrecht sowie weitere Ehren und Rechte verliehen wurden. 1922 konnte der Philosophiehistoriker Karl Praechter zeigen, dass dieser Klaudios Nikostratos mit dem gleichnamigen Verfasser einer antiaristotelischen Streitschrift identisch ist. Die Streitschrift ist nur fragmentarisch erhalten geblieben; der spätantike Neuplatoniker Simplikios überliefert in seinem Kommentar zu den Kategorien des Aristoteles eine Reihe von Argumenten aus dem polemischen Werk. Vermutlich stammen von Nikostratos nicht nur die ihm ausdrücklich zugeschriebenen Argumente, sondern auch viele weitere, die Simplikios ohne Quellenangabe mitteilt.
In der Streitschrift setzte sich Nikostratos kritisch mit den Kategorien des Aristoteles auseinander. Dabei folgte er dem Vorbild eines früheren Mittelplatonikers namens Lukios, aus dessen ebenfalls nur fragmentarisch erhaltener Schrift gegen die Kategorien er manche Argumente übernahm. Als Einwände gegen die Kategorienlehre führten die beiden Mittelplatoniker Aporien (ungeklärte Fragen, Schwierigkeiten) an. Wahrscheinlich waren ihre Schriften keine systematischen Kommentare zu den Kategorien, sondern nur Sammlungen von einschlägigen Aporien. Vermutungen über sonstige von Nikostratos verwertete Quellen können sich nur auf Ähnlichkeit der Gedankengänge stützen. Die Annahme Praechters, dass er auf den Peripatetiker Herminos Bezug nahm, hat sich als unzutreffend erwiesen.
Im Rahmen seiner Bemühungen, die Unzulänglichkeit und Fehlerhaftigkeit des aristotelischen Systems aufzuzeigen, trug Nikostratos eine Fülle verschiedenartiger Argumente zusammen. Dabei ging er systematisch vor und erörterte auch den zweiten Teil der Kategorien, die „Postprädikamente“, deren Echtheit der Peripatetiker Andronikos von Rhodos bestritten hatte. Gegen fast alle Lehraussagen in der Schrift des Aristoteles fand er Einwände. Unter anderem wies er auf einen Widerspruch zwischen den Kategorien und der Physik des Aristoteles hin: In der Physik werden Entstehen und Vergehen nicht zu den Bewegungen gezählt, in den Kategorien gelten sie als Bewegungen. Der heterogene Charakter seiner Sammlung von Argumenten unterschiedlicher Qualität hat in der Forschung zur Vermutung Anlass gegeben, dass die Zusammenstellung möglicher, teils oberflächlicher Einwände gegen die Kategorien ursprünglich für Übungszwecke einer Schule gedacht war.
Als Platoniker nahm Nikostratos besonders daran Anstoß, dass in der Kategorienlehre nicht zwischen intelligiblen und sinnlich wahrnehmbaren Dingen unterschieden wird und die Besonderheiten der intelligiblen Welt nicht berücksichtigt werden. Für ihn stellte sich die Frage nach der Gültigkeit dieser Lehre für den Bereich des Intelligiblen. Seine Überlegung war: Wenn es intelligible Gattungen gibt, die sich von denen der Sinnenwelt unterscheiden, so hat sie Aristoteles vernachlässigt, und dann existieren mehr als die von ihm angenommenen zehn Kategorien. Handelt es sich jedoch in beiden Bereichen um dieselben zehn Kategorien, so liegt eine synonymische Verwendung der Begriffe vor. Das ist unstimmig, da das Intelligible einer anderen ontologischen Ebene angehört als das sinnlich Wahrnehmbare.
Für seine Polemik gegen Aristoteles verwertete Nikostratos auch Gedankengut der Stoiker. Daraus wurde in der älteren Forschung zu Unrecht gefolgert, dass er Stoiker gewesen sei.

## Rezeption
Wie aus Angaben des Simplikios hervorgeht, hatte Nikostratos Anhänger. Möglicherweise verdrängte seine Streitschrift diejenige seines Vorgängers Lukios, so dass spätere Autoren die Argumentation des Lukios nur aus der Darstellung des Nikostratos kannten. Der Mittelplatoniker Attikos, ein in der zweiten Hälfte des 2. Jahrhunderts lebender Gegner der aristotelischen Philosophie, machte sich zumindest eines seiner Argumente zunutze.
Im Neuplatonismus fand die Aristoteleskritik des Nikostratos Beachtung. Im 3. Jahrhundert verwertete sie Plotin, der Begründer des Neuplatonismus, für seine Auseinandersetzung mit der Kategorienlehre, die er ablehnte, doch nannte er dabei seine Quelle nicht. Sein Schüler Porphyrios war anderer Meinung; er verteidigte in seinem großen Kategorien-Kommentar die Kategorienlehre und widersprach, wie Simplikios berichtet, allen gegen sie gerichteten Einwänden der Mittelplatoniker. Seiner Auffassung schlossen sich die spätantiken Neuplatoniker an, darunter der einflussreiche Philosoph Iamblichos, der ebenfalls einen Kommentar zu den Kategorien schrieb. Ob Iamblichos den Originaltext des Nikostratos konsultieren konnte oder dessen Ansichten nur aus den Zitaten bei Porphyrios kannte, ist unklar.
Zu Beginn des 5. Jahrhunderts bat Synesios von Kyrene in einem Brief um Übersendung einer Schrift des Nikostratos. Wahrscheinlich meinte er den Mittelplatoniker, dessen Werk demnach damals noch nicht verschollen war, doch sind in der Forschung auch andere Autoren dieses Namens in Betracht gezogen worden.
Im 6. Jahrhundert hatte Simplikios, einer der letzten bekannten nichtchristlichen Neuplatoniker, wohl keinen direkten Zugang zu der Streitschrift des Nikostratos. Wahrscheinlich verdankte er seine einschlägigen Kenntnisse nur den Kategorien-Kommentaren des Porphyrios und des Iamblichos. Sein Urteil fiel zwiespältig aus. Er tadelte Nikostratos’ Fundamentalopposition gegen das Kategoriensystem, die er für unbesonnen, zu polemisch und inhaltlich großenteils unberechtigt hielt. Dennoch billigte er ihm das Verdienst zu, den Anstoß zu einer fruchtbaren Auseinandersetzung mit den angesprochenen Problemen gegeben zu haben und dadurch wertvolle Erkenntnisse ermöglicht zu haben.
Ähnlich wie Simplikios urteilt die moderne Forschung. Einerseits wird auf die teils geringe Qualität der aus „reiner Oppositionslust“ vorgebrachten Argumente gegen die Kategorien hingewiesen, andererseits wird aber auch anerkannt, dass Nikostratos wirkliche Schwächen im Werk des Aristoteles aufgedeckt hat.